# 潮汕夜粥
夜粥是广东潮汕地区的一种晚餐与宵夜文化，夜粥并不是指一种粥品，潮汕人在晚餐或宵夜时段到大排档喝粥，加上玲琅满目可供选择的菜品都属于夜粥文化。夜粥文化与广府的早茶文化刚好相映成趣。
打冷则是香港等粤语地区的专有名词，指到潮汕大排档吃饭或吃宵夜。在當地，「食夜粥」有學習功夫的意思，與潮汕飲食文化無直接關係。

## 菜式
潮汕夜粥大排档主要经营粥品和菜式，粥品有白粥、虾粥、蟹粥、蚝粥、番薯粥等。而菜式一般分滷水类、鱼饭类、生腌类、炒菜类、雜鹹类以及各类粿品，滷水有滷鴨、滷鵝、滷豬血、滷豬腸、滷豬肉、滷魷魚、滷豆乾、滷雞蛋等，鱼饭有薄殼、紅肉、紅魚、池魚、烏魚、那哥、姑魚、巴浪鱼、沙尖魚、木棉魚、花仙鱼、冻蟹、龍蝦等，生腌有蚬、血蚶、虾蛄、蟛蜞、河蟹等，炒菜有芥蓝、春菜、蕹菜、菠薐、麻叶、油麦菜、番薯叶等，雜鹹有鹹菜、菜脯、贡菜、冬菜、鹹梅、橄榄菜、橄榄糁、钱螺鲑、鹹鴨蛋等，粿品有韭菜粿、沙茶粿、无米粿、甘筒粿、乒乓粿、鼠麹粿、菜头粿等。

## 香港“打冷”的名稱起源
「打冷」一詞的來源到現在依然不明，但坊間多年來已流傳多個版本。

### 打Round說
有說法指“打冷”不是潮汕話，而是粵英合壁词「打round」的谐音，即打個轉。原因是潮汕夜粥为預先烹饪好食物，放在店前，食客要打個轉，選擇心儀食物，然後下單。五六十年代香港新出現了潮汕夜粥，而食客又會跟店主說打個冷，看看有什麼好吃的東西。久而久之，潮州打冷的叫法不脛而走。

### 擔籠說
另有一說法指“打冷”應為潮汕話「擔子籠」之谐音，潮汕話「擔」發音dann，「子」发音nga，稱竹蘿為「籠」，發音lang，連讀即同粤语的「打冷」。舊時潮汕小販皆肩挑竹蘿叫賣，熟食滷味亦是如此，而潮汕滷味殊具古早風味，受广府人喜愛。

### 打人說
有一個說法指「打冷」有「打人」的意思，意指以前搬到香港生活的潮州人白天做苦力維持生計，晚上則到賣潮州菜的大排檔吃宵夜。他們吃宵夜時有時會發生衝突，甚至打鬥。由於潮州話「人」一字音近粵語「冷」這個字，所以人們慢慢地稱去潮州大排檔吃宵夜為「打冷」。
某些說法指「打冷」就是潮州話「打人」，但這為不諳潮汕話者之誤解，因為潮汕話裡，打人裡「打」一字音近「拍」。